# لاسکو (کالیفرنیا)
لاسکو (به انگلیسی: Lasco) یک منطقهٔ مسکونی در ایالات متحده آمریکا است که در شهرستان لاسن، کالیفرنیا واقع شده‌است. لاسکو ۱٬۶۹۹ متر بالاتر از سطح دریا واقع شده‌است.